# Macrocera wui
Macrocera wui är en tvåvingeart som beskrevs av Neal L. Evenhuis 2006. Macrocera wui ingår i släktet Macrocera och familjen platthornsmyggor. Inga underarter finns listade i Catalogue of Life.